# 高石市立高石中学校
高石市立高石中学校（たかいししりつ たかいし ちゅうがっこう）は、大阪府高石市にある公立中学校。
地域が松の名所として知られ古歌にも詠まれていることなどから、校章は地域にある「羽衣の松」をデザインしたものとなっている。学校敷地は、池を埋め立てて造成された。

## 沿革
学制改革に伴い、当時の泉北郡高石町の中学校として1947年に創立した。当初は仮校舎での授業を実施していたが、1956年に現在地に移転している。
なお現在の高石市東部は1947年当時泉北郡取石村に属し、学制改革に伴って取石村立中学校が設置された。取石村は1953年に高石町に編入されたことに伴い、従来の高石町立中学校は高石町立高石中学校、取石村立中学校は高石町立取石中学校へと改称した。
1956年には取石中学校を合併して同校の生徒・教職員を編入し、高石町全域を校区とするようになった。
地域の宅地化・生徒数増加に伴い従来の校区を再編・縮小する形で、1961年には高石町立高南中学校（現在の高石市立高南中学校）、1973年には高石市立取石中学校がそれぞれ開校している。

### 年表
- 1947年4月22日 - 泉北郡高石町立中学校として創立。財団法人富民協会が浜寺公園内にて所有していた農業博物館建物を借用し校舎として利用。
- 1956年3月 - 現在地に移転。
- 1956年3月 - 高石町立取石中学校を合併。
- 1961年4月1日 - 高石町立高南中学校（現在の高石市立高南中学校）を分離。
- 1966年11月1日 - 高石市の市制施行により、高石市立高石中学校に改称。
- 1973年4月1日 - 高石市立取石中学校を分離。

## 通学区域
- 高石市立羽衣小学校・高石市立東羽衣小学校の通学区域全域。
- 高石市立高石小学校の通学区域の一部。

高石市 羽衣1丁目-5丁目、東羽衣1丁目-7丁目、高師浜1丁目-4丁目。

## 著名な出身者
- 川淵三郎
- 十田美里 - 柔道家
- 夏夕介 - 俳優

## 交通
- 阪和線 富木駅 西へ約1km。
- 南海本線 羽衣駅、JR羽衣線 東羽衣駅 南東へ約1.4km。
- 南海本線高石駅から最速１８分「歩きの場合」